# Luiz Gonzaga

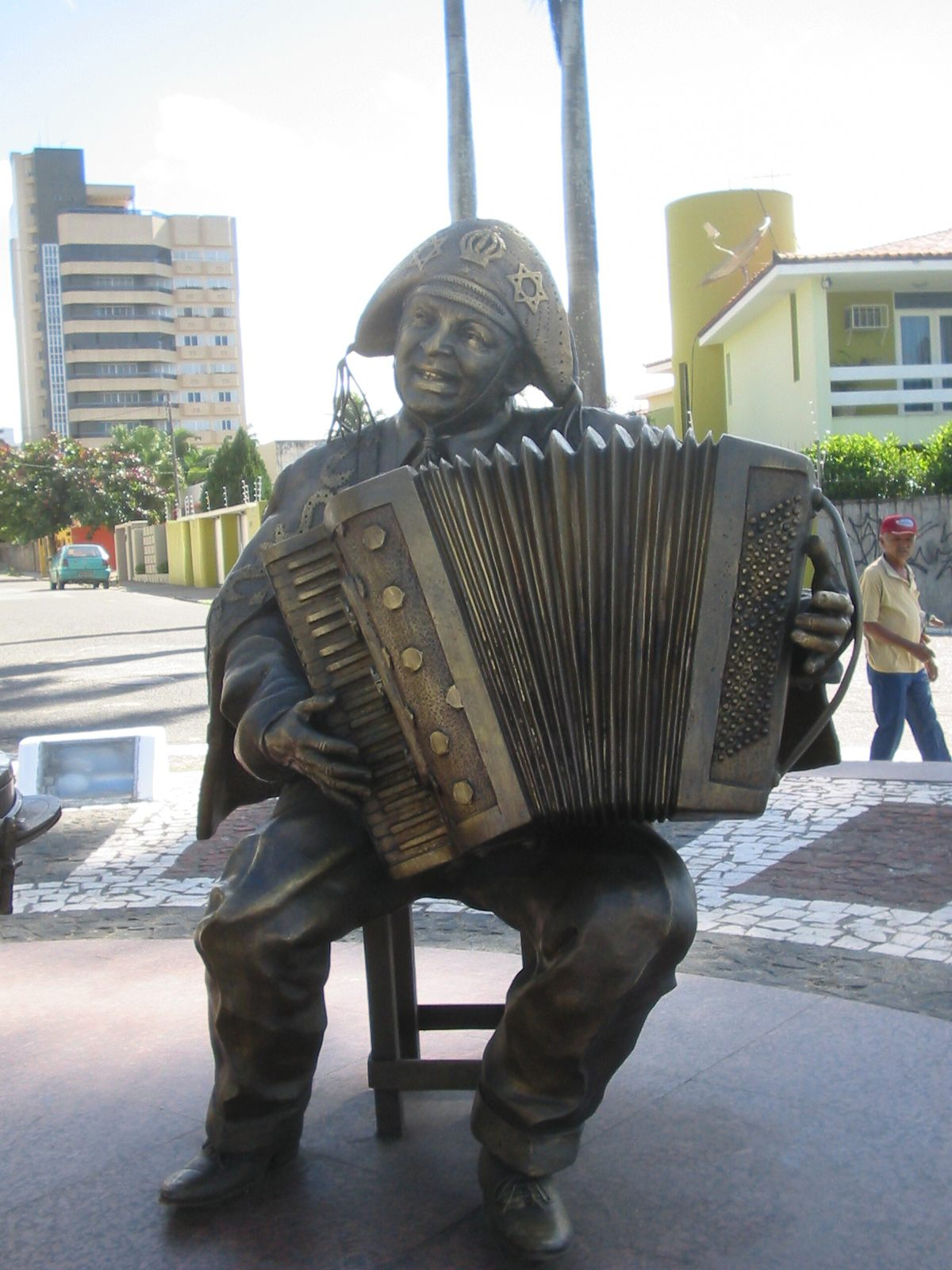
Statue en bronze de Luiz Gonzaga. Campina Grande (Paraíba)

Luiz Gonzaga, né le 13 décembre 1912 et décédé le 2 août 1989 fut un chanteur et compositeur populaire brésilien.

## Biographie
Luiz Gonzaga, connu comme le "rei do baião" (roi du baião), est né dans une ferme appelée Caiçara, à Exu, ville de l'État du Pernambouc. Authentique représentant de la culture nordestine, il reste fidèle à ses origines tout en continuant sa carrière musicale dans le sud du Brésil. C'est le style musical appelé baião qui l'a propulsé dans sa carrière. La chanson emblématique de sa carrière est Asa Branca, qu'il a composé en 1947, avec la participation de l'avocat Humberto Teixeira.
Au début de sa carrière, il faisait des solos avec sa sanfona (accordéon), jouait le choro, le samba, fox et d'autres genres musicaux de l'époque, pour ensuite se consacrer aux rythmes du Nordeste.
La première chanson qu'il a enregistré sur un petit album fut Vira e Mexe, chanson du genre xamego, instrumental.
Le 11 avril 1945, Luiz Gonzaga a enregistré sa première chanson comme chanteur dans le studio de la RCA : la mazurca, Dança Mariquinha.